# الثالث عشر (فلم)
الثالث عشر (بالإنجليزية: 13th)، هُو فيلم وثائقي أمريكي صدر سنة 2016 وأخرجته إيفا ديفورني.

## وصلات خارجية
- مقالات تستعمل روابط فنية بلا صلة مع ويكي بيانات